# فری کورستن

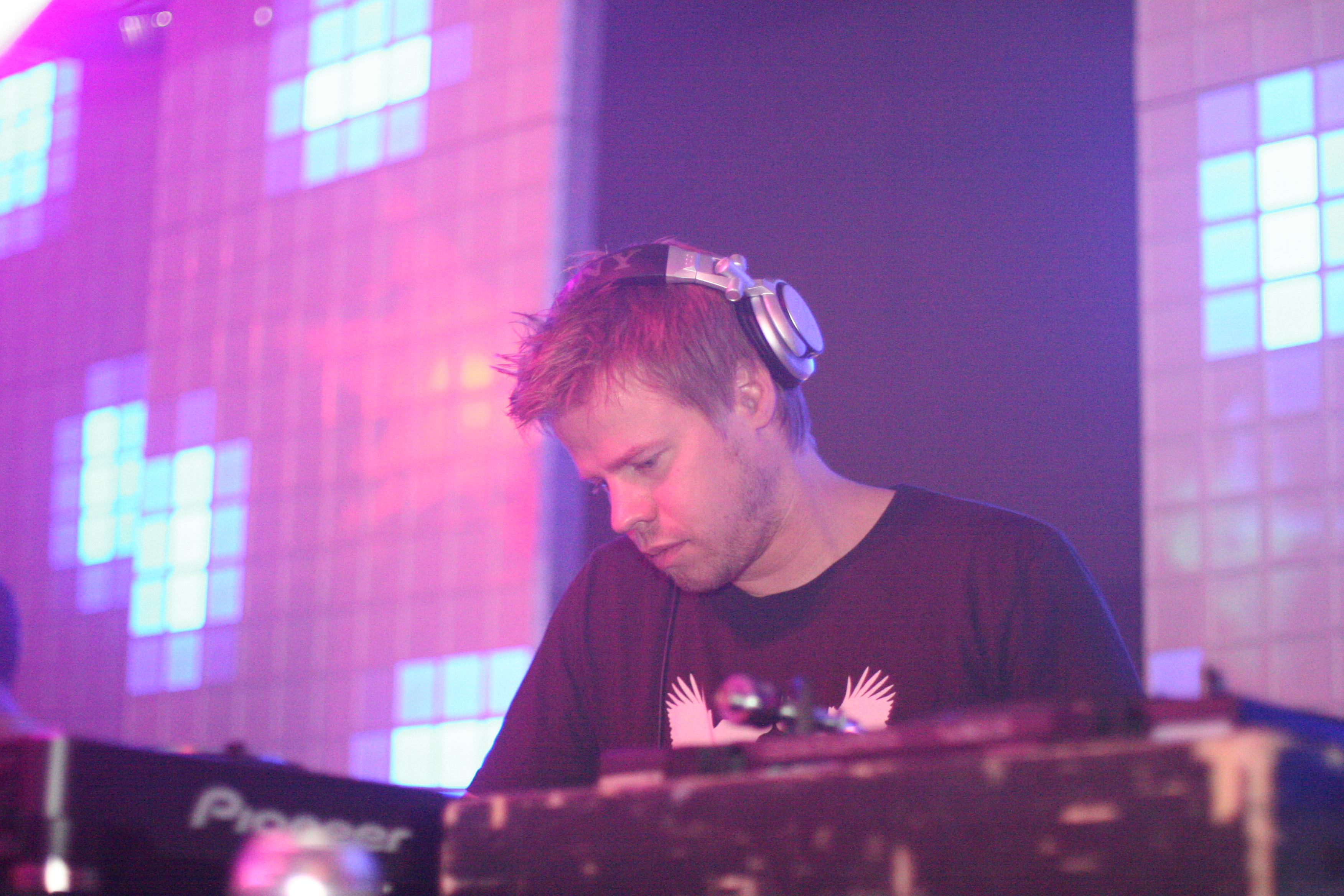
فری کورستن در اجرای زنده در تورنتو، کانادا

فری کورستن بک(به انگلیسی: Ferry Corsten) (زاده ۴ دسامبر ۱۹۷۳) یک تولید کننده و دی جی هلندی در سبک ترنس است.مجله دی‌جی در تاریخ ۲۰ اکتبر ۲۰۱۱، بر اساس رتبه بندی سالیانه خود، وی را در رتبهٔ ۱۸ در بین ۱۰۰ دی‌جی برتر جهان قرار داد.